# Siervas del Santísimo y de la Caridad
La Congregación de Hermanas Siervas del Santísimo y de la Caridad es una congregación religiosa católica femenina de derecho pontificio, fundada por la religiosa colombiana María de Jesús Upegui, en Medellín, el 25 de junio de 1903. A las religiosas de este instituto se les conoce como Siervas del Santísimo y posponen a sus nombres las siglas S.S.C.

## Historia
La religiosa colombiana María de Jesús Upegui fundó en Medellín, el 25 de junio de 1903, la Congregación de Hermanas Siervas del Santísimo y de la Caridad, con el fin de dedicarse a la educación de la juventud, la atención de ancianos y el culto perpetuo de la Eucaristía. Las primeras doce religiosas, incluida Upegui, hicieron sus votos el 28 de agosto de 1919, y María de Jesús fue nombrada la primera superiora. El 10 de diciembre de 1940, el instituto recibió la aprobación diocesana. La Santa Sede la aprobó como congregación religiosa de derecho pontificio en 1974.

## Organización
La Congregación de Hermanas Siervas del Santísimo y de la Caridad es un instituto religioso centralizado, cuyo gobierno lo ejerce la superiora general, coadyuvada por su consejo. La sede central se encuentra en Medellín (Colombia).
Las siervas del Santísimo se dedican a la adoración del Santísimo Sacramento y a las obras de misericordia de la salud, educación, misión y otras obras sociales. Su espiritualidad es fundamentalmente eucarística.
En 2017, el instituto contaba con unas 309 religiosas y 51 comunidades, presentes en Brasil, Chile, Colombia, Ecuador, España, Italia, México, Perú y Venezuela.